# Новый Шарап
Новый Шарап — деревня в Ордынском районе Новосибирской области, центр Новошарапского сельского поселения.

## География
Расположена в центре района, в 8 км к северо-востоку от райцентра Ордынское, у впадения реки Шарап в Новосибирское водохранилище. Высота над уровнем моря 130 м. В непосредственной близости от деревни проходит автодорога Р380 Новосибирск — Камень-на-Оби — Барнаул.

## Население
| 2002  | 2007  | 2010  | 2012  | 2013  | 2014  | 2015  |
| ----- | ----- | ----- | ----- | ----- | ----- | ----- |
| 1372  | ↗1497 | ↘1384 | ↗1401 | ↗1419 | ↘1400 | ↘1373 |
| 2016  | 2017  | 2018  | 2019  | 2020  | 2021  |       |
| ↘1351 | ↗1400 | →1400 | ↗1440 | ↗1462 | ↗1472 |       |

## Инфраструктура
В деревне действуют средняя общеобразовательная школа, больница, отделение сбербанка, база отдыха. Имеются 20 улиц и 2 переулка.